# Kanton Villeneuve-sur-Lot-Sud
Villeneuve-sur-Lot-Sud is een voormalig kanton van het Franse departement Lot-et-Garonne. Het kanton maakte deel uit van het arrondissement Villeneuve-sur-Lot. Het werd opgeheven bij decreet van 26 februari 2014, met uitwerking op 22 maart 2015.

## Gemeenten
Het kanton Villeneuve-sur-Lot-Sud omvatte de volgende gemeenten:
- Bias
- Pujols
- Saint-Antoine-de-Ficalba
- Sainte-Colombe-de-Villeneuve
- Sembas
- Villeneuve-sur-Lot (deels, hoofdplaats)